# Salvelinus inframundus
Salvelinus inframundus е вид лъчеперка от семейство Пъстървови (Salmonidae).

## Разпространение
Видът е разпространен във Великобритания.